# 安茹的勒内
安茹的勒內（René d'Anjou）（1409年1月16日—1480年7月10日），那不勒斯國王，因妻子伊莎貝拉兼任了洛林公爵。勒內又是名义上的西西里和耶路撒冷国王，被描述为「有很多王冠但没有一个王国的人」。
他本人學識淵博且頗有寫詩才華，在身邊召集了許多藝術家；他是法國王室瓦卢瓦王朝的成員，統治的領土非常廣大、分散，在法王的封臣中，可與當時強大的勃艮第公國相比美（但國力和軍力差頗多），可惜因為他在戰場上多次輸給領土繼承的競爭對手，使得這些領土多次成為難以保有的爭議之地，如洛林和那不勒斯。

## 生平

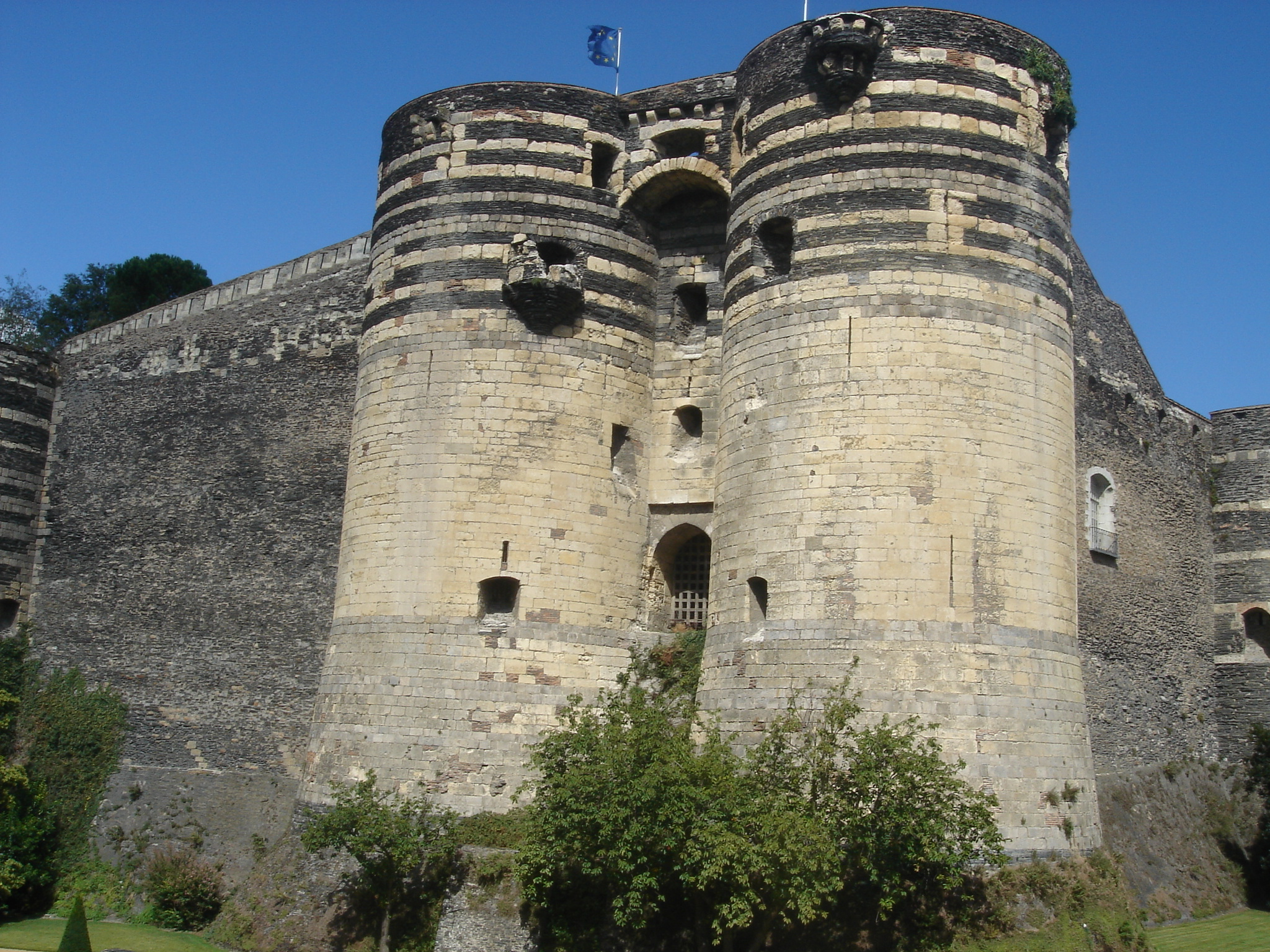
勒內出生的昂熱城堡

1409年1月勒內出生於昂熱城堡，父親是安茹公爵路易二世、母親是亞拉岡的約蘭塔（其父為亞拉岡國王胡安一世）。他的曾祖父是瓦卢瓦王朝的法王──「好人」约翰二世，祖、父、兄分别为安茹公爵路易一世、路易二世、路易三世；勒內的姊姊安茹的瑪麗嫁給1422年即位的法王查理七世，查理在百年戰爭後期因聖女貞德喚起的愛國心而打贏英國。

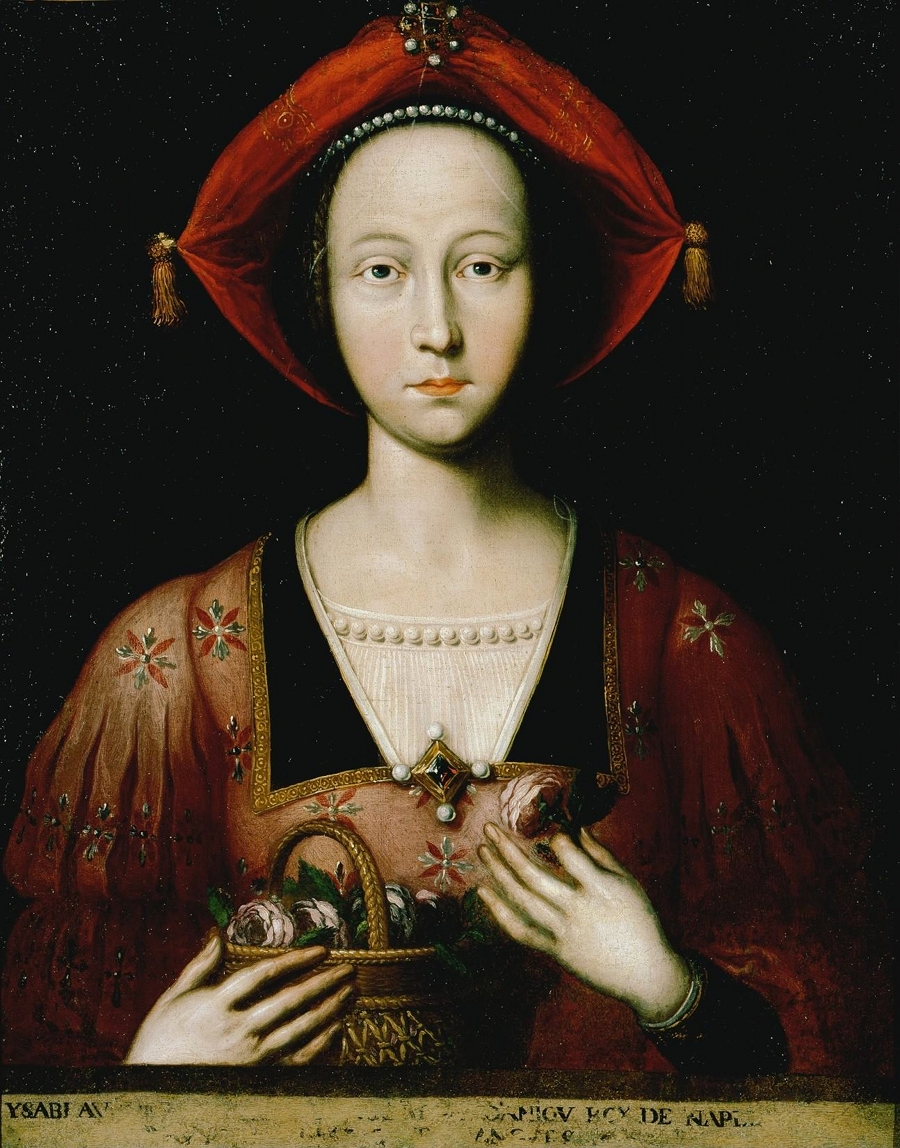
勒內美麗的妻子伊莎貝拉

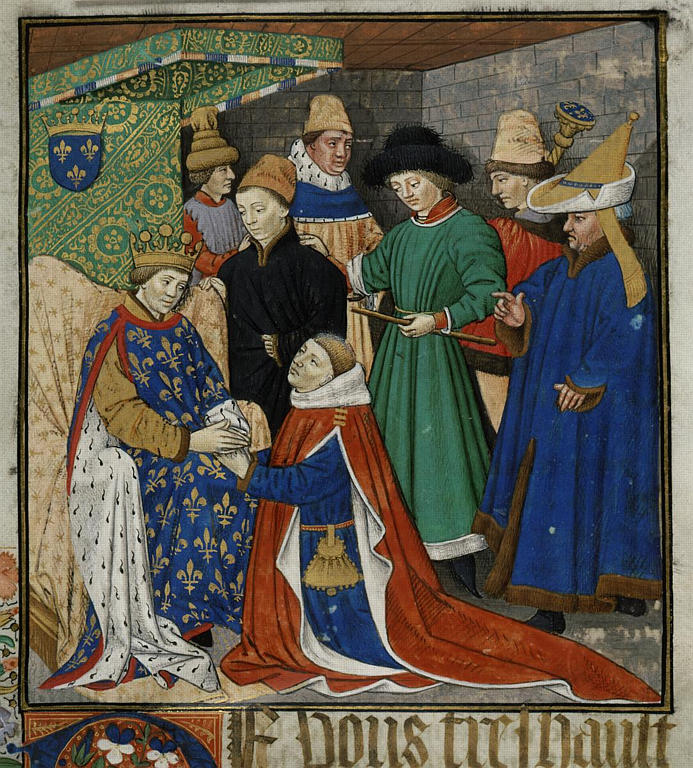
作為法王的附庸，勒內對法王兼姊夫查理七世行效忠禮

1419年十歲的勒內娶了洛林的伊莎貝拉（美麗、機智的女方大男方9歲），因此1431年他的岳父洛林公爵夏爾二世去世後，他根据妻子伊萨贝拉的权利继承了洛林公國，並得到了姊夫法王查理七世的支持；但沃代蒙的安东尼（伊莎貝拉的堂哥）強烈反对此繼承（安東尼主張自己才是唯一繼承人），他聯合強大的勃艮第公爵好人菲力於1431年7月2日击败勒內。雖然勇敢的洛林女公爵伊莎貝拉仍保有洛林並與堂哥安東尼締結休戰合約，但丈夫勒內仍被引渡给好人菲力。勒內直到1432年4月，宣誓效忠菲力並以兩個兒子約翰跟路易做人質後，才获得假释與自由。1433年，他同意把长女约蘭德嫁给安东尼的儿子腓特烈二世，後來勒內的男系子孫絕嗣，洛林公國遂在1473年傳給了腓特烈與約蘭德的兒子勒內二世。

1477年勒內在法國內的廣大領土（洛林已在1453年傳給其子），以墨藍色表示：右下的Provence（普羅旺斯）、偏左上的Maine（曼恩）和Anjou（安茹）、右上的Bar（巴爾）

1434年神圣罗马帝国皇帝西吉斯蒙德承认勒內为洛林公爵，這激起了勃艮第公爵好人菲力的憤怒，強迫他在隔年回到勃艮第的監牢，他支付重金并割让领土后，才在1437年获得释放，但高昂的贖金讓安茹貧困不堪。1435年因為哥哥路易三世於同年過世，他也继承了安茹和普罗旺斯。在此期间，他也被那不勒斯的女王乔万娜二世（1435年過世）立为继承人以取代过世的路易三世，並由妻子在1435-1438年於那不勒斯攝政，直到獲釋後的勒內於1438年抵達那不勒斯親政（從法國西南的普羅旺斯坐船至義大利），伊莎貝拉才返回洛林治國；明智果敢的伊莎貝拉在1441年率軍擊敗堂哥安東尼，迫使安東尼簽約，放棄對洛林公國的繼承。

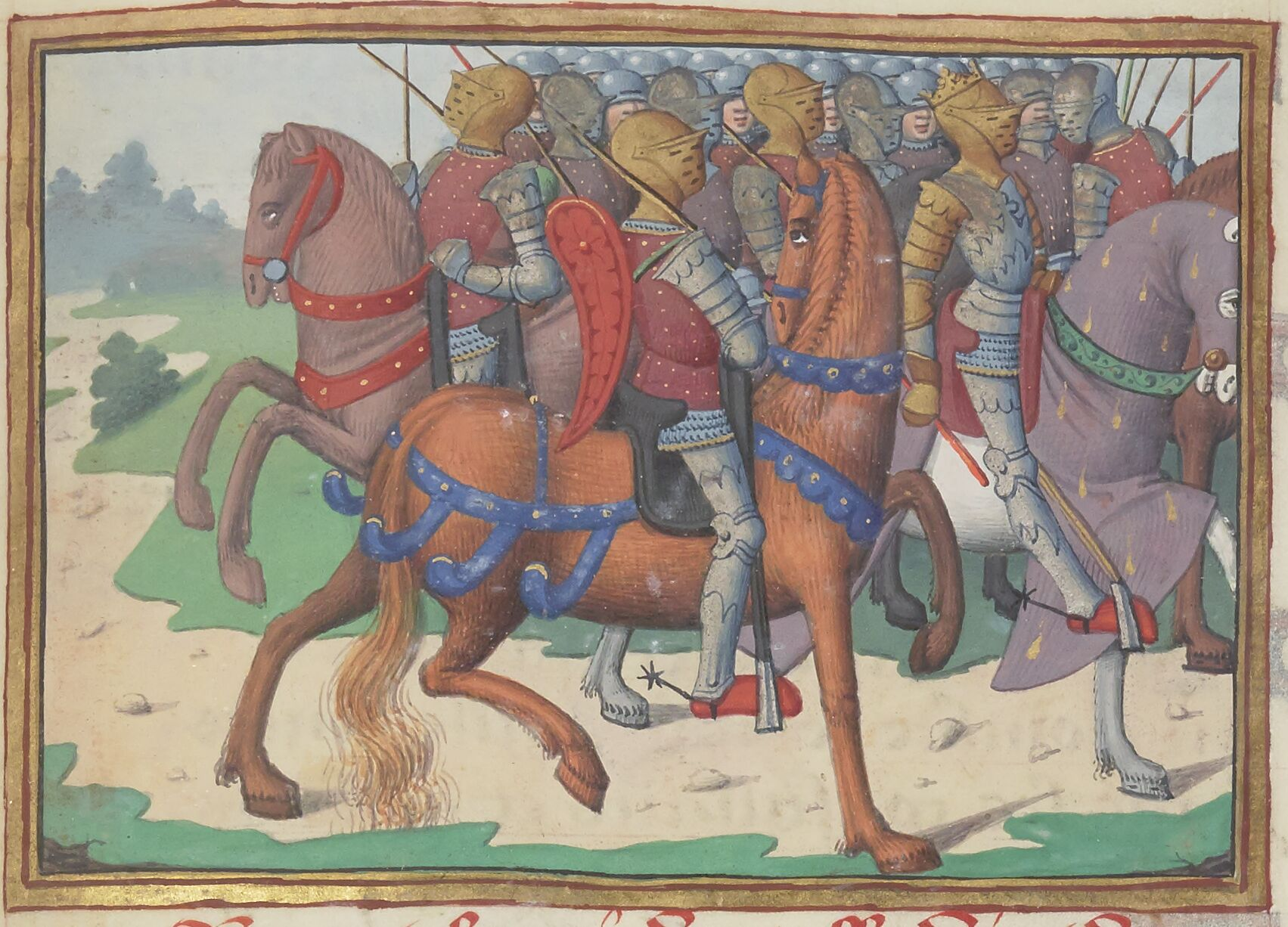
勒內和他的那不勒斯軍

勒內繼承的那不勒斯王國並不安穩，自乔万娜二世死後，覬覦王位的亞拉岡的阿方索五世從西西里島入侵那不勒斯並多次戰勝，他又賄賂了援助勒內的教宗國將領，使其率兵離去；1441年勒內被阿方索围困了六個月，最終阿方索找到水渠攻入城內，於是1442年6月城陷，迫使勒內放棄王位，10月回到普罗旺斯。同年他的母親約蘭塔過世，她一直替不在安茹的兒子統治著公國。

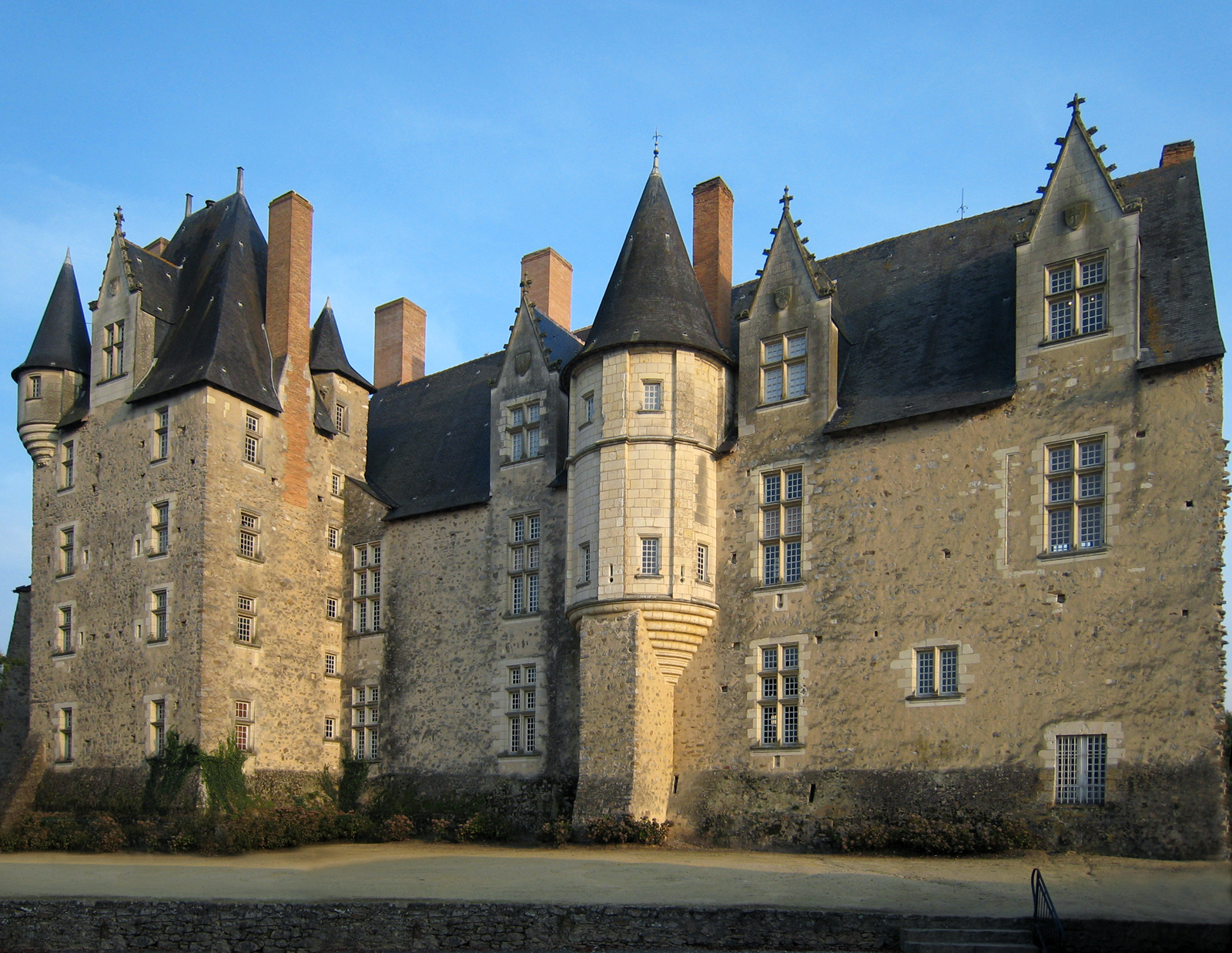
安茹公爵勒內的家庭城堡。位於法國的曼恩-羅亞爾省

从1420年代开始，英格兰军队一直占有曼恩，为了使弟弟查理收回曼恩，他曾参与1444年4月在图尔的英法谈判。於是1444年英法簽訂圖爾條約、試圖停止百年戰爭，約定法國將他的小女儿安茹的瑪格麗特嫁給英格兰国王亨利六世，而英國把曼恩移交給法國作為聘禮。1446年6月瑪格麗特正式成婚，鞏固了安茹與英國的和平，但瑪格麗特在1471年於玫瑰戰爭中戰敗被俘，1475被送回法國安度餘生。
1453年他的妻子伊莎貝拉過世了，勒內把洛林公爵傳給長子約翰二世，自己又在1454年再娶了珍妮·德拉瓦作續絃，此後他過著簡單的生活，擅長寫詩、作畫，也喜歡種花、飼養野生動物。1459年，勒內動員大量人物力，支持其子約翰二世爭奪那不勒斯，對抗阿方索五世的兒子──斐迪南一世，當時那不勒斯的「安茹派」貴族（由名門奧爾西尼家族領導）起兵反抗斐迪南國王，並請求安茹的「國王家族」回到故土。1460年約翰二世在熱那亞提供的艦隊支援下擊敗了斐迪南，但斐迪南在義大利強國如米蘭公爵弗朗切斯科一世·斯福爾扎、教宗庇護二世的支持下反敗為勝，米蘭公爵因為法軍已從佔領的阿斯蒂和熱那亞威脅米蘭，高呼要把法國人攆出義大利；庇護二世更說：「只要法國人獲得那不勒斯，義大利就失去了自由，捍衛斐迪南，就是捍衛義大利自身」。援軍特別是1462年米蘭軍及阿爾巴尼亞反土耳其英雄斯坎德培的到來最為關鍵，1462年約翰及安茹派的皮奇尼諾（僱傭兵將軍）先在普利亞被擊敗，遂讓斐迪南在1464年重建統治，並在1465年徹底擊敗約翰二世。同一時間，反法勢力在法國佔領的熱那亞也大獲全勝，1461年熱那亞人厭倦了法國統治，起兵迎接米蘭公爵弗朗切斯科，並在1464年徹底趕走法軍。
勒內在1474年於普羅旺斯退休，計畫將巴爾傳給外孫洛林公爵勒內；安茹、普羅旺斯、（名義的）那不勒斯傳給姪兒查理四世（已繼承父親的曼恩），但是法王路易十一雖是勒內的外甥，卻是個堅定王權的冷酷「蜘蛛」，路易收回普羅旺斯，又將安茹和巴爾強佔，後來才協議等到查理四世過世後，才把兩地與那不勒斯正式收回法國王室（1481年）。也因為路易十一繼承了（名義的）那不勒斯王國，遂使其子查理八世於1494年發動兵連禍結50年的義大利戰爭。

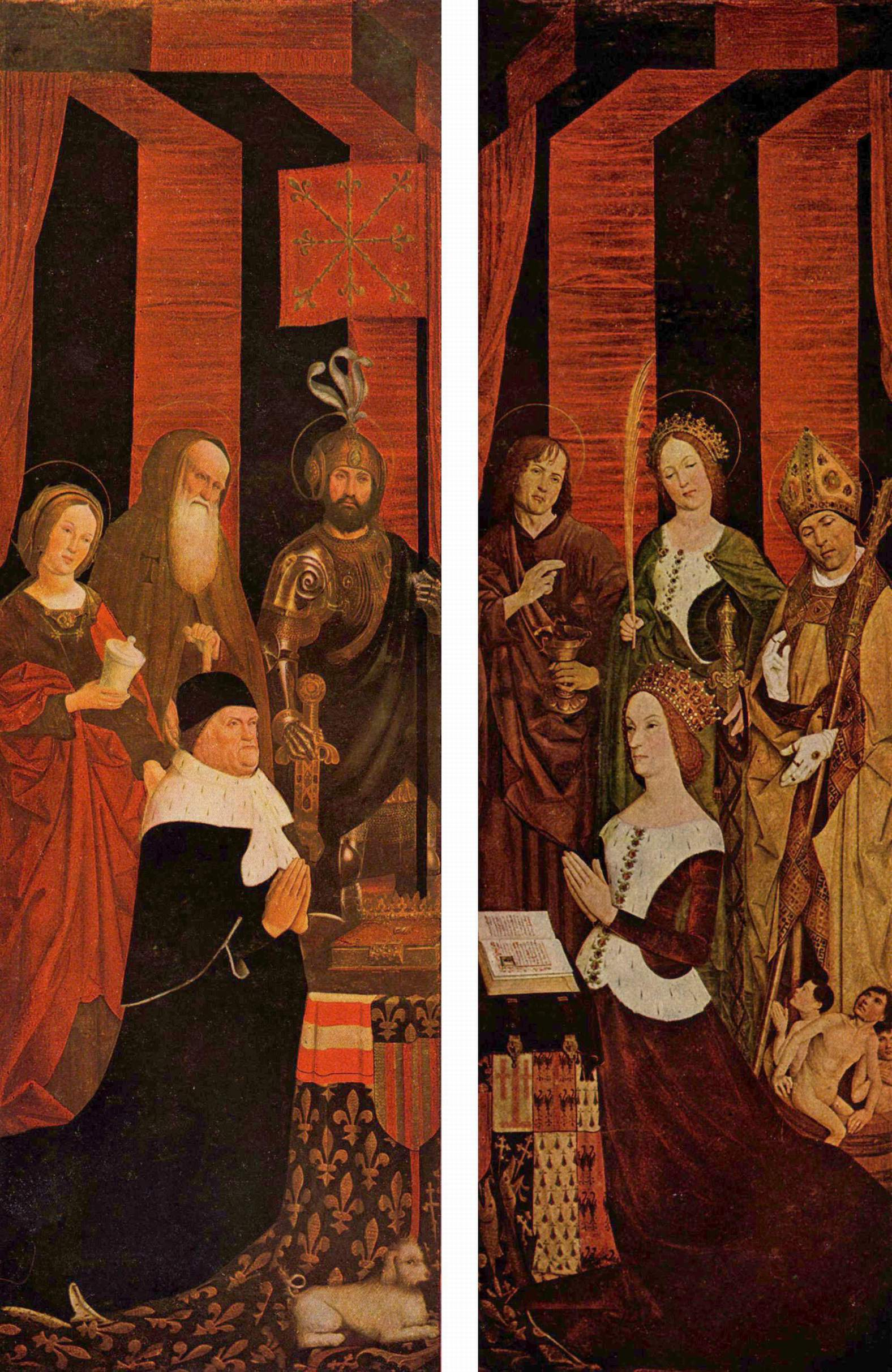
勒內與其第二任妻子珍妮·德拉瓦

1480年他死於艾克斯，遺體葬在昂熱大教堂，其臣民感念他而陷入巨大的悲痛中，稱他為「好王勒內」，而19世紀的歷史學家也給他「好人」的總體評價。